# Кріуші (Бірський район)
Кріуші́ (рос. Криуши, башк. Керәүеш) — село у складі Бірського району Башкортостану, Росія. Водить до складу Калинниківської сільської ради.
Населення — 56 осіб (2010; 37 2002).
Національний склад:
- росіяни — 95 %